# Shipton Gorge
Shipton Gorge – wieś w Anglii, w hrabstwie Dorset. Leży 21 km na zachód od miasta Dorchester i 202 km na południowy zachód od Londynu.